# Alan Woods

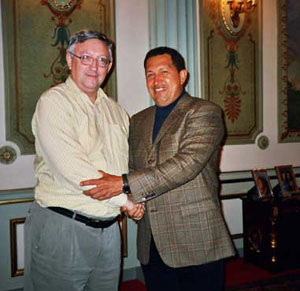
Alan Woods tillsammans med Hugo Chávez.

Alan Woods, född 23 oktober 1944 i Swansea, Wales, är en brittisk marxist, trotskist, politisk teoretiker och författare.
Han är en ledande medlem i International Marxist Tendency (IMT), såväl som dess brittiska sektion Socialist Appeal.